# Luca Schätti
Luca Schätti (29 de mayo de 2000) es un deportista suizo que compite en ciclismo de montaña en la disciplina de campo a través. Ganó una medalla de oro en el Campeonato Europeo de Ciclismo de Montaña de 2025, en la prueba de campo a través corto.

## Medallero internacional
| Campeonato Europeo | Campeonato Europeo | Campeonato Europeo | Campeonato Europeo   |
| Año                | Lugar              | Medalla            | Competición          |
| ------------------ | ------------------ | ------------------ | -------------------- |
| 2025               | Melgaço (Portugal) | Medalla de oro     | Campo a través corto |